# 正義使者-臀娘
正义使者-臀娘（日语：臀撃おしおき娘 ゴータマン）是日本漫画家山口让司创作的漫画作品，现在已推出OVA版。

## 登场人物
- 天地真理（天地真理，声优：白鳥由里）

漫画主角，PR学园转学生，当穿上兜裆布时，就会化身为正义使者-臀娘，是邪恶恐怖的黑佛教团的克星，后将正义使者的能力转交给了南沙织。
- 南沙织（南沙織，声优：伊藤美纪）

天地真理的同学，PR学园学生，后从天地真理手中得到了正义使者的能力。
- 飞岛了（飛島了，声优：关智一）
- 美空云雀（美空ひばり，声优：矢岛晶子）
- 内山田（内山田，声优：石川博明）
- 锦野旦（にしきのあきら，声优：飞田展男）
- 相崎（声优：山崎巧）